# St. Margaretha (Rennhofen)

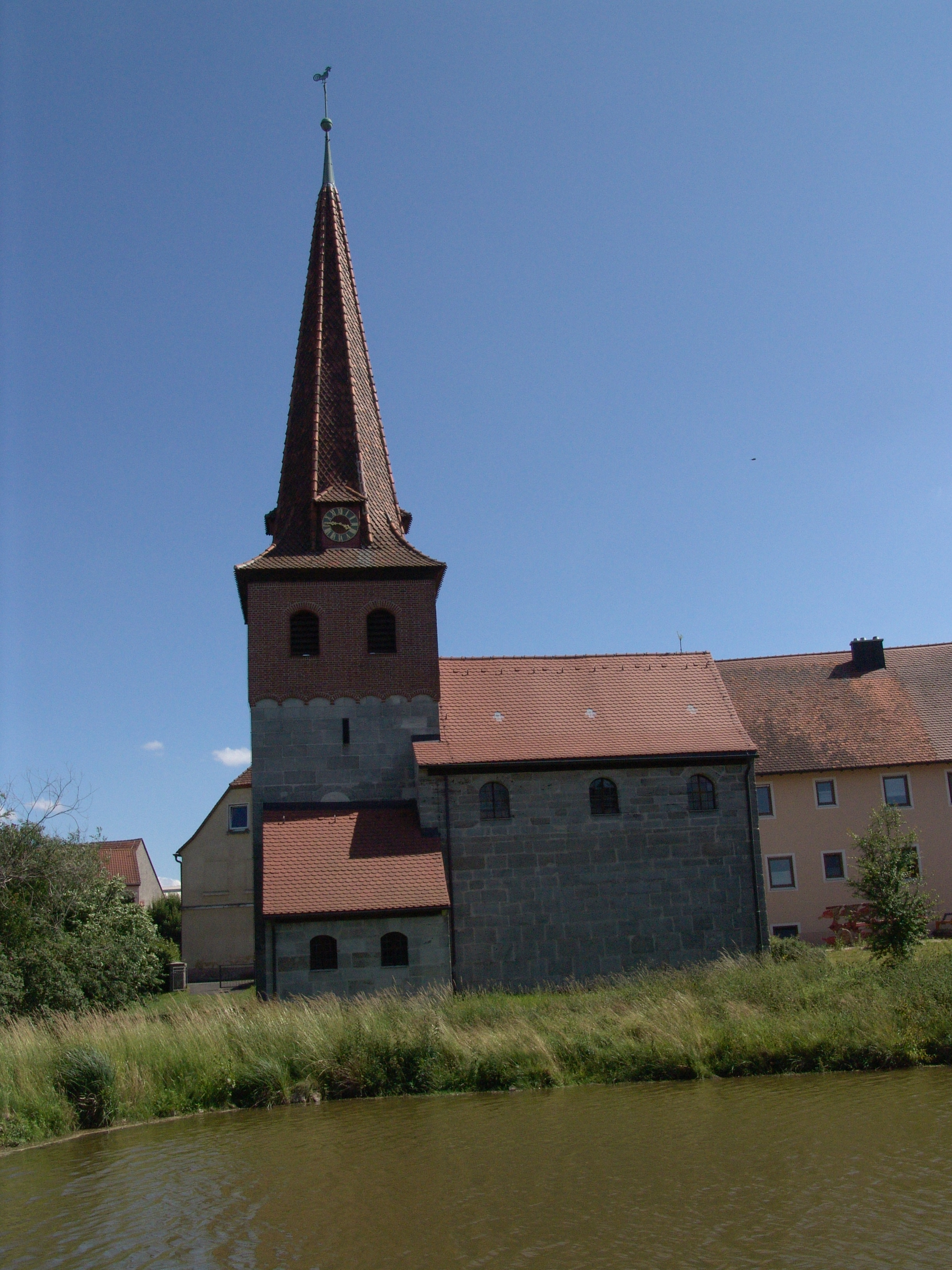
St. Margaretha in Rennhofen

Die denkmalgeschützte, evangelisch-lutherische Filialkirche St. Kilian steht in Rennhofen, einem Gemeindeteil des Marktes Emskirchen im Landkreis Neustadt an der Aisch-Bad Windsheim (Mittelfranken, Bayern). Die Kirche ist unter der Denkmalnummer D-5-75-121-55 als Baudenkmal in der Bayerischen Denkmalliste eingetragen. Die Kirche gehört zur Pfarrei Emskirchen im Dekanat Neustadt an der Aisch im Kirchenkreis Nürnberg der Evangelisch-Lutherischen Kirche in Bayern.

## Architektur und Ausstattung
Der Chorturm der Saalkirche ist im Kern mittelalterlich, seine Obergeschosse und den achtseitigen Knickhelm erhielt er erst 1960. Das Langhaus von 1687 wurde 1815 erneuert. 
Der Chor, d. h. das Erdgeschoss des Chorturms, ist mit einem Kreuzrippengewölbe überspannt, das Langhaus, in dem an drei Seiten doppelstöckige Emporen eingebaut sind, mit einer Holzbalkendecke auf Unterzügen. Zur Kirchenausstattung gehört der 1794 gebaute Kanzelaltar.